# Zainab Al-Suwaij
Zainab Al-Suwaij (Baçorá, 1971) é uma ativista iraquiano-americana e co-fundadora e Diretora Executiva do Congresso Islâmico Americano. Ela defende a igualdade das mulheres, os direitos civis e religiosos e a compreensão inter-religiosa.

## Biografia
Suwaij nasceu em Baçorá, Iraque em 1971 e foi criada na casa de seu avô, o aiatolá de Baçorá. Em 1991, ela participou do levante guerrilheiro contra Saddam Hussein. Pouco depois do levante, ela fugiu do Iraque e foi para os Estados Unidos. Ela se tornou cidadã desse país em 1996.

## Carreira
Depois de chegar aos Estados Unidos, Suwaij ensinou árabe na Universidade Yale e trabalhou no reassentamento de refugiados sudaneses nos Estados Unidos. Em 2001, após os ataques terroristas de 11 de setembro, co-fundou o Congresso Islâmico Americano para "representar os muçulmanos americanos que valorizavam as liberdades dos EUA depois de viverem sob regimes repressivos". Suwaij era um defensora pública proeminente da Guerra entre EUA e Iraque de 2003. Em 2004, ela falou na Convenção Nacional Republicana, reafirmando seu apoio à invasão do Iraque em 2003 pelos Estados Unidos.

## Reconhecimento
Suwaij foi nomeada "Embaixador da Paz" pelo Conselho Interreligioso e Internacional da Paz, recebeu um Prêmio de Liberdade do Diálogo sobre a Diversidade e foi reconhecida como "Pessoa Internacional do Ano de 2006" pelo Museu Nacional da Liberdade.